# 佩科·斯拉菲可夫
佩科·斯拉菲可夫（1827年11月17日—1895年7月1日），保加利亚诗人、政论家、记者，所写作品跨各种文类。

## 生平

### 早年生活和教育活動
斯拉菲可夫出生於大特爾諾沃的銅匠Racho家中，他的母親Penka在他出生時去世，但他仍幸運的存活下來。後來他將自己的姓氏改為斯拉菲可夫。
斯拉菲可夫先後在大特爾諾沃、德里亞諾沃、特里亞夫納和修道院裡學習，並通過在大特爾諾沃附近的修道院圖書館讀書自學。他還閱讀了希倫達的佩休斯著名的作品：《保加利亞人的歷史》，後來在斯維什托夫學習（在埃馬努伊·瓦斯基多維奇的教導下），擴展了對希臘語的了解，並熟悉西歐和塞爾維亞文學作品。
斯拉菲可夫於1843年回到他的家鄉成為一名教師，但因寫了的諷刺詩〈大特爾諾沃因希臘主教而聞名〉而被開除，因此先後在維丁、弗拉察、普列文、貝爾科維察、利亞斯科韋茨、比亞拉和埃倫娜多個城鎮任教。他按照貝爾-蘭開斯特制教學。